# あなた出番です!
『あなた出番です!』（あなたでばんです）は、1966年10月3日から1969年9月29日まで日本テレビ系列局で放送されていた日本テレビ製作の歌謡バラエティ番組である。カラー放送。正式名称は『タレントスカウトショー あなた出番です!』。略称は「あな番」。放送時間は毎週月曜 19:00 - 19:30 （日本標準時）。

## 概要
1965年9月まで土曜19:30枠で放送されていたオーディション番組『味の素ホイホイ・ミュージック・スクール』のリニューアル版で、毎回一般からの参加者たちが芸能人への道が拓けるオーディションを受けていた。また、司会の伊東ゆかりが視聴者宅に電話をかける「ハッピーコール」というコーナーもあり、このコーナーで伊東に「あなた出番です!」と返答できた視聴者には、番組スポンサー（後述）からカラーテレビもしくは自動車が贈られた。
オーディションは後楽園ホールで公開収録の形式で行われていた。本番組には『ホイホイ・ミュージック・スクール』時代のような舞台設定は無く、純粋な歌合戦の形式で行われていた。
この番組からは、泉アキや親分&子分ズなどが巣立った。また、サブ司会を務めていたザ・ドリフターズのメンバーは、後継番組かつ自分たちの冠番組である『ドリフターズ大作戦』でメイン司会に抜擢された。

## 出演者
- 司会：伊東ゆかり、ザ・ドリフターズ
- レギュラー：ザ・ワイルドワンズ
- ナレーション：山田康雄

## スタッフ
- ディレクター：白井荘也[5]
- 作家：伊藤裕弘[5]
- プロデューサー：白井荘也[1]、江守哲郎、遠藤克彦、宮嶋章、杉生洋作[5]

## 提供
殆どの期間においては早川電機工業（現・シャープ）の一社提供で放送されていたが、末期には同社と鈴木自動車工業（現・スズキ）の二社提供になっていた。早川電機工業一社提供時代には、番組の冒頭に「シャープのマークでお馴染みの早川電機が、32局を通じて日本全国の皆様にお送りします!レッツ・ゴー・シャープ!」という口上があった。

## 放送局
- 日本テレビ（制作局）：月曜 19:00 - 19:30
- 札幌テレビ：土曜 18:00 - 18:30[6]
- 青森放送：月曜 19:00 - 19:30[7]
- 岩手放送：日曜 15:00 - 15:30[8]
- 秋田放送：月曜 19:00 - 19:30[7]
- 山形放送：月曜 19:00 - 19:30[9]
- 仙台放送：日曜 15:00 - 15:30[10]
- 福島テレビ：日曜 15:00 - 15:30[10]
- 新潟放送：日曜 15:00 - 15:30[11]
- 北日本放送：月曜 19:00 - 19:30[12]
- 福井放送：月曜 19:00 - 19:30[12]
- 信越放送：日曜 15:00 - 15:30[13]
- 山梨放送：月曜 19:00 - 19:30[14]
- 静岡放送：月曜 22:00 - 22:30[15]
- 名古屋テレビ：金曜 19:00 - 19:30[16]
- よみうりテレビ：月曜 19:00 - 19:30[17][18]
- 日本海テレビ：月曜 19:00 - 19:30[19]（当時は鳥取県のみの県域局）
- 山陰放送：日曜 15:00 - 15:30[19]（当時は島根県のみの県域局）
- 広島テレビ：木曜 18:00 - 18:30[20]
- 山口放送：月曜 19:00 - 19:30[21]
- 四国放送：月曜 19:00 - 19:30[17]
- 西日本放送：月曜 19:00 - 19:30[17][18]
- 南海放送：月曜 19:00 - 19:30[18]
- 高知放送：月曜 19:00 - 19:30[21]
- RKB毎日放送：日曜 15:00 - 15:30[22]
- 長崎放送：日曜 15:00 - 15:30[23]
- 大分放送：日曜 15:00 - 15:30[21]
- 宮崎放送：日曜 15:00 - 15:30[24]
- 南日本放送：日曜 15:00 - 15:30[24]
- 琉球放送：土曜 19:00 - 19:30[25]